# Jardim da Luz
Il Jardim da Luz, conosciuto anche come Praça da Luz o Parque da Luz, è un parco pubblico della metropoli brasiliana di San Paolo. È situato nei pressi della stazione di Luz e all'Avenida Tiradentes, nel quartiere Bom Retiro di San Paolo. La sede della Pinacoteca dello stato di San Paolo si trova nell'angolo sud-est del parco.

## Storia
Creato originariamente nel 1798 come orto botanico, il giardino fu trasformato in parco pubblico solo nel 1938, servendo inizialmente solo come grande pascolo per bovini e mucche.
Nel 1900 fu inaugurata la sede del Liceu de Artes e Ofícios de São Paulo, un edificio che oggi ospita la Pinacoteca Statale.
Per gran parte del XX secolo, Jardim da Luz ha attraversato un periodo di forte degrado, diventando una zona di prostituzione e traffico di droga. Da allora il governo statale ha rivitalizzato la regione centrale della città attraverso una serie di riforme, tra le quali l'installazione di sculture.